# The Dumb Messenger (film 1911)
The Dumb Messenger è un cortometraggio muto del 1911. Il nome del regista non viene riportato nei credit del film.

## Trama
La storia si svolge intorno a Mrs. Darrow, una donna anziana e invalida che vive in una casa benestante. Un giorno, riceve in dono un bellissimo collier, che diventa il centro di un piano di furto. Il figlio di Mrs. Darrow, Will, è fidanzato con Susie Leslie, e spesso la giovane donna visita la casa della sua famiglia. Durante una di queste visite, il maggiordomo e la cameriera della casa, entrambi con cattive intenzioni, elaborano un piano per rubare il prezioso collier di Mrs. Darrow.
Tuttavia, il loro piano non va come previsto. Un ladro gentiluomo, che non si era previsto, interviene nei momenti cruciali, portando a situazioni inaspettate. Il ladro, con il suo comportamento da gentleman, complica il piano dei servi e intriga i protagonisti in una serie di malintesi e azioni drammatiche. La tensione cresce mentre i personaggi cercano di proteggere il collier, e il conflitto tra il furto e la lealtà familiare diventa centrale nella trama.
La vicenda esplora temi di inganno, tradimento e la lotta tra il bene e il male, con un finale che risolve le complicazioni del piano di furto, ma lascia spazio a riflessioni sulla moralità e la giustizia. Il film si sviluppa in un intreccio di colpi di scena che ruotano attorno al valore simbolico del collier e al destino dei suoi protagonisti

## Produzione
Il film fu prodotto dall'Independent Moving Pictures Co. of America (IMP).

## Distribuzione
Il film uscì nelle sale USA il 4 dicembre 1911, distribuito dalla Motion Picture Distributors and Sales Company.